# Expedition Zero
Expedition Zero je česká hororová videohra z roku 2022. Stojí za ní české studio Enigmatic Machines. Hra vyšla 24. března 2022 na Steamu při akci známé jako Future Game Show. Hra se dříve jmenovala Lost Expeditions.

## Hratelnost
Hráč se ujímá člena sovětské expedice na Sibiři, jejímž cílem je prozkoumat oblast, kde dopadl meteorit. Z celé expedice, již přežil pouze hlavní hrdina, který se snaží dokončit misi. Přitom musí čelit nejen monstrům, ale i nehostinnému klimatu. K dispozici má svůj kovový oblek, jenž mu poskytuje alespoň určitou ochranu před mrazem a monstry.  Oblek si hráč může vylepšovat různými vylepšováky a vychytávkami, jež může vyrobit. K dispozici má hráč i další vybavení, včetně pušky, jež může využít proti nepřátelům. Hra bere inspiraci ve hře Silent Hill či ve filmu Věc.